# Carl Gustafsson
Carl Gustafsson (18 maart 2000) is een Zweeds voetballer. De middenvelder speelt voor Kalmar FF, dat uitkomt in de Zweedse Allsvenskan. 

## Carrière
Carl Gustafsson begon met voetballen bij IFK Berga. Op zijn dertiende verkaste hij naar Kalmar FF. In de zomer van 2019 zette hij zijn handtekening onder zijn eerste profcontract. Niet veel later maakte hij zijn eerste minuten in de Allsvenskan, op 18 oktober tegen AIK. Na zijn debuut roemde Kalmar-trainer Magnus Pehrsson het talent. Hij noemde hem een ‘diamant’ en vergeleek hem met een jonge versie van Rasmus Elm.

## Interlandcarrière
Gustafsson maakte maandag 9 januari 2023 zijn debuut in het Zweedse elftal. In de oefeninterland tegen Finland kwam hij in de 82ste minuut binnen de lijnen als invaller voor  Samuel Gustafson. Drie dagen later stond hij voor het eerst in de basis tijdens de oefeninterland tegen IJsland.

## Clubstatistieken
| Seizoen     | Club        | Competitie  | Competitie | Competitie | Beker | Beker | Internationaal | Internationaal | Overig | Overig | Totaal | Totaal |
| Seizoen     | Club        | Competitie  | Wed.       | Dlp.       | Wed.  | Dlp.  | Wed.           | Dlp.           | Wed.   | Dlp.   | Wed.   | Dlp.   |
| ----------- | ----------- | ----------- | ---------- | ---------- | ----- | ----- | -------------- | -------------- | ------ | ------ | ------ | ------ |
| 2019        | Kalmar FF   | Allsvenskan | 7          | 0          | 0     | 0     | 0              | 0              | 0      | 0      | 7      | 0      |
| 2020        | Kalmar FF   | Allsvenskan | 17         | 0          | 0     | 0     | 0              | 0              | 0      | 0      | 17     | 0      |
| 2021        | Kalmar FF   | Allsvenskan | 29         | 0          | 0     | 0     | 0              | 0              | 0      | 0      | 29     | 0      |
| 2022        | Kalmar FF   | Allsvenskan | 30         | 1          | 0     | 0     | 0              | 0              | 0      | 0      | 30     | 1      |
| 2023        | Kalmar FF   | Allsvenskan | 4          | 0          | 0     | 0     | 0              | 0              | 0      | 0      | 4      | 0      |
| Club totaal | Club totaal | Club totaal | 87         | 1          | 0     | 0     | 0              | 0              | 0      | 0      | 87     | 1      |
| Totaal      |             |             | 87         | 1          | 0     | 0     | 0              | 0              | 0      | 0      | 87     | 1      |

Bijgewerkt tot en met 22 november2023